# Rafael Cañizares
Rafael Cañizares Poey (Cuba, 24 de março de 1950) é um ex-basquetebolista cubano que integrou a Seleção Cubana que conquistou a Medalha de Bronze disputada nos XX Jogos Olímpicos de Verão realizados em Munique em 1972.